# Jan Kouwenhoven
Jan Kouwenhoven (Sneek, 16 de noviembre de 1965) es un deportista neerlandés que compitió en vela en la clase 470. Su hermano gemelo Benny también compitió en vela.
Ganó dos medallas de oro en el Campeonato Mundial de 470, en los años 1994 y 1996, y dos medallas en el Campeonato Europeo de 470, plata en 1991 y bronce en 1992.

## Palmarés internacional
| \| Campeonato Mundial \| Campeonato Mundial \| Campeonato Mundial \| Campeonato Mundial \| \| Año \| Lugar \| Medalla \| Clase \| \| ------------------ \| --------------------- \| ------------------ \| ------------------ \| \| 1994 \| Helsinki (Finlandia) \| Medalla de oro \| 470 \| \| 1996 \| Porto Alegre (Brasil) \| Medalla de oro \| 470 \| \| Campeonato Europeo \| \| \| \| \| Año \| Lugar \| Medalla \| Clase \| \| 1991 \| Bergen (Noruega) \| Medalla de plata \| 470 \| \| 1992 \| Nieuwpoort (Bélgica) \| Medalla de bronce \| 470 \| |                       |                   |       |
| Campeonato Mundial |                       |                   |       |
| Año | Lugar                 | Medalla           | Clase |
| 1994 | Helsinki (Finlandia)  | Medalla de oro    | 470   |
| 1996 | Porto Alegre (Brasil) | Medalla de oro    | 470   |
| Campeonato Europeo |                       |                   |       |
| Año | Lugar                 | Medalla           | Clase |
| 1991 | Bergen (Noruega)      | Medalla de plata  | 470   |
| 1992 | Nieuwpoort (Bélgica)  | Medalla de bronce | 470   |